# Hayden Stephen
Hayden Stephen (* 9. Januar 1972) ist ein ehemaliger Sprinter aus Trinidad und Tobago.
Bei den Commonwealth Games 1994 in Victoria erreichte er über 400 m das Halbfinale und gewann in der 4-mal-400-Meter-Staffel Bronze.
1995 holte er bei den Panamerikanischen Spielen in Mar del Plata Bronze mit der 4-mal-400-Meter-Stafette von Trinidad und Tobago. Bei den Leichtathletik-Weltmeisterschaften in Göteborg schied er über 400 m und in der 4-mal-100-Meter-Staffel im Vorlauf aus.
Seine Bestzeit über 400 m von 45,70 s stellte er am  22. Mai 1993 in El Paso auf.